# General Electric Catalyst
Le General Electric Catalyst est un petit turbopropulseur développé et produit par les divisions européennes de GE Aerospace, filiale de General Electric. Il doit être le successeur du Walter M601, moteur du Let L-410 Turbolet, et concurrencer le Pratt & Whitney Canada PT6 sur le marché des turbopropulseurs civils de la classe 1000 à 1500 chevaux.

## Historique
Après le rachat de Walter, GE a d'abord modernisé le M601, pour produire le General Electric H80 puis H85. Puis, au début des années 2000, est lancé le projet d'un turbopropulseur entièrement nouveau. Le projet est mené par la division italienne et la division tchèque du groupe.
Le premier vol du GE Catalyst a eu lieu à Berlin le 30 Septembre 2021 sur un King Air B350 (banc d'essais en vol) aux mains du Chef Pilote d'Essais de BBA Sigismond Monnet et de l'ingénieur d'essais en vol Alessandro Ramazzotti. 
Le moteur est certifié FAR part 33 par la FAA le 27 février 2025.

## Caractéristiques
Le Catalyst est, comme le PT6, un turbopropulseur à flux inverseur, c'est-à-dire que l'entrée d'air se trouve à l'arrière, et à turbine libre, c'est-à-dire que la turbine qui fournit l'énergie « utile » (actionnant l'hélice) est mécaniquement indépendante de celle qui actionne le compresseur. Il présente des caractéristiques nouvelles pour un moteur de cette classe : taux de compression de 16 pour 1, refroidissement actif de la turbine haute pression, et de nombreuses pièces produites par fabrication additive. Il sera décliné en plusieurs versions, avec des puissances allant de 850 à 1600 chevaux. GE espère, avec ce moteur, concurrencer le PT6A de Pratt & Whitney, qui domine largement le marché des turbopropulseurs de cette classe de puissance depuis les années 1960,.

## Application
Le Beechcraft Denali, qui a fait son premier vol en 2021, est le premier avion à utiliser le Catalyst, dans une version d'une puissance de 1 300 ch. A terme, il pourrait aussi équiper les avions actuellement produit avec des H80 ou H85, à savoir les Aircraft Industries L 410 NG (modernisation du Let L-410 Turbolet), les Thrush Commander de travail agricole et les Beechcraft King Air. Il a aussi été choisi pour le drone Eurodrone.